# 2023-as magyar teniszbajnokság
A 2023-as magyar teniszbajnokság a százhuszonnegyedik magyar bajnokság volt. A bajnokságot szeptember 23. és 30. között rendezték meg Budapesten, az óbudai Nemzeti Edzésközpontban.

## Eredmények
| Versenyszám  | Arany                                                 | Arany | Ezüst                                                      | Ezüst | Bronz | Bronz |
| ------------ | ----------------------------------------------------- | ----- | ---------------------------------------------------------- | ----- | --- | ----- |
| Férfi egyéni | Boros Attila Vasas SC                                 |       | Mészáros Patrik Next TA                                    |       | Bartakovics Marcell Kőszegi TKSzappanos Márton Kőszegi TK                                                              |       |
| Női egyéni   | Tóth Amarissa Kiara Fehérvár Kiskút TK                |       | Kis-Czakó Eszter Bp. Honvéd                                |       | Faludi Vivien Noémi Százhalombattai VUK SEBenke-Giosanu Izabella Vasas SC                                              |       |
| Férfi páros  | Gubi Trisztán, Miljanic Markó PG Tenisz               |       | Boros Attila, Sávay Zalán Sándor Vasas SC                  |       | Kisantal Botond, Kisantal Dominik Vasas SC, Pasarét TKMészáros Patrik, Bartakovics Marcell Next TA, Kőszegi TK         |       |
| Női páros    | Juhász Janka, Finak Eszter Dorka Vasas SC, Medikus SE |       | Kis-Czakó Eszter, Wiandt Viktória Veronika Bp. Honvéd, MTK |       | Kuti Alíz Molli, Faludi Vivien Noémi Százhalombattai VUK SESziklai Eszter, Benke-Giosanu Izabella Bp. Honvéd, Vasas SC |       |